# D'ici cent ans
Pour plus de détails, voir Fiche technique et Distribution.
D'ici cent ans (russe : Сто лет тому вперёд) est un film de science-fiction russe réalisé par Aleksandr Andriouchchenko et sorti en 2024.
Le film est librement inspiré du roman de jeunesse éponyme de Kir Boulitchev paru en 1978. Le film rencontre le succès en Russie avec environ 4 400 000 entrées,.

## Synopsis
Kolia est un homme ordinaire vivant dans le Moscou moderne, où le temps passe vite et où l'avenir semble incertain et vague. Il est absorbé par les affaires quotidiennes, sans même penser à ce qui attend l'humanité. Dans une autre dimension temporelle vit Alissa, née quelques décennies plus tard. Le monde dans lequel elle a grandi est étonnamment différent de celui auquel Kolia est habitué. C'est une époque de technologie avancée, d'exploration spatiale et de menaces inattendues venant des profondeurs de l'univers.
Il y a quelques années, Alissa a perdu un être cher, et cette perte a laissé une trace profonde dans son âme. Sa mère, une femme courageuse et désintéressée, a décidé de prendre une mesure désespérée pour sauver l'humanité : elle a voyagé dans le temps pour empêcher une catastrophe imminente. Inspirée par son acte, Alissa décide de suivre ses traces. Elle déclenche un mécanisme complexe de voyage dans le temps et se retrouve à Moscou, à l'époque où vit Kolia.
La rencontre des deux adolescents devient le début d'une aventure extraordinaire. Alissa découvre une réalité qu'elle ne connaissait que par les archives, et Kolia apprend que le futur n'est pas celui qu'il imaginait. Ensemble, ils se retrouvent impliqués dans une lutte contre un groupe de pirates de l'espace qui se déplacent à différentes époques pour s'emparer du pouvoir sur l'univers. Ils sont dirigés par un chef rusé qui s'est emparé d'une particule d'une substance unique, le « cosmion ». Cet artefact permet non seulement de se déplacer dans le temps, mais aussi de modifier des événements clés, mettant ainsi en péril le cours de l'histoire. Les pirates, dotés d'armes puissantes et de connaissances acquises à différentes époques, lancent une offensive. Kolia et Alice réalisent que la seule façon de gagner est d'unir leurs forces et d'utiliser leurs connaissances du passé et de l'avenir.

## Fiche technique
- Titre français : D'ici cent ans[1]
- Titre original russe : Сто лет тому вперёд, Sto let tomou vperiod[2]
- Réalisation : Aleksandr Andriouchchenko
- Scénario : Andreï Zolotarev, Aleksandr Andriouchchenko, d'après le roman éponyme de Kir Boulitchev paru en 1978.
- Photographie : Mikhaïl Milachine
- Montage : Alexandre Puziriov, Alekseï Startchenko
- Musique : Igor Vdovine (ru)
- Production : Konstantin Ernst, Anatoli Maximov (ru), Leonid Verechtchaguine (ru)
- Sociétés de production : Soiouzmoultfilm, Central Partnership
- Pays de production :  Russie
- Langue originale : russe
- Format : couleurs
- Genre : film de science-fiction
- Durée : 142 minutes
- Dates de sortie : 
  - Russie : 18 avril 2024

## Distribution
- Dacha Verechtchaguina (ru) : Alissa Selezniova
- Mark Eidelstein : Kolia Guérassimov
- Constantin Khabenski : Igor Selezniov
- Viktoria Issakova : Kira Selezneva / Margarita Stepanovna, la mère d'Alissa
- Fiodor Bondartchouk : Werther, le robot (voix)
- Alexandre Petrov : Vesseltchak U
- Iouri Borissov : Glot